# أغنية لطير النورس
أغنية لطير النورس (معروف أيضاً بـ جوني ميتشل) هو أول ألبوم للمغنية جوني ميتشل.

 تم إنتاجه من قبل دايفيد كروسبي. سجلت ميتشل الألبوم في عام 1967 واصدرته في عام 1968.

## الإنتاج
سُجل الألبوم في إستوديو سانسيت ساوند في هوليوود بولاية كاليفورنيا خلال نهاية عام 1967.
كتبت ميتشل مسبقاً أغاني انشهرت لمغنين آخرين («كلا الجانبين، الآن» و «صباح تشيلسي» من قبل جودي كولينز ودايف فان رونك، «مطر شرقي» من قبل فايربورت كونفينشن، «رغبة للرحيل» و «لعبة الدائرة» من قبل توم راش) ولكنها لم تسجل أي من هذه الأغاني لألبومها الأول.

## الإصدار
اُصدر هذا الألبوم في البداية تحت اسم «جوني ميتشل» لأن غطاء الألبوم طُبع بطريقة خاطئة وقُطع جزء من عنوان «أغنية لطير النورس» (مكتوب باستخدام الطيور). كما أن شركة تسجيلات ريبرايز لم تدرك ان العنوان مكتوب باستخدام الطيور وهذا ما ادى إلى اسم الألبوم المعروف حالياً.
سُمي الجانب الأول من الإسطوانة «اتيت إلى المدينة» والجانب الثاني «خارج المدينة وإلى جانب البحر»
قالت ميتشل ان «سيسوتوبيل» ترمز إلى «بطريقة ما، رغم المشاكل، سيكون حبنا ابدي».
اهدت ميتشل الألبوم لمعلم اللغة الإنجليزية الذي كان يُعلمها في الصف السابع، «السيد كراتزمان، الذي علمني حب الكلمات».

## روابط خارجية
- أغنية لطير النورس على موقع أول موفي (الإنجليزية)